# CAF Super Cup 2019/20
De CAF Super Cup 2019/20 was de 28ste editie  van de  CAF Super Cup. De wedstrijd werd gespeeld tussen de winnaar van de CAF Champions League 2018/19 en winnaar van de CAF Confederation Cup 2018/19. De wedstrijd stond gepland voor 17, 18 of 19 augustus 2019, maar werd uitgesteld. Uiteindelijk werd besloten dat de wedstrijd op 14 februari 2020 plaats zou vinden. 
De wedstrijd zal voor het tweede seizoen op rij plaatsvinden in Qatar door een driejarige deal met de CAF. Al-Zamalek liet echter weten dat zij weigeren te spelen in Qatar door de diplomatieke crisis aldaar.

## Wijziging in competitiestructuur
Op 27 juli 2017 besloot het uitvoerend comité van de CAF dat de clubcompetities niet meer van februari tot november wordt gespeeld maar volgens het Europese systeem (augustus tot mei). Vanaf 2020 zal de supercup plaatsvinden in de zomer in plaats van de winter.

## Teams
| Team               | Kwalificatie                          | Datum kwalificatie | Vorige deelname            |
| ------------------ | ------------------------------------- | ------------------ | -------------------------- |
| Espérance de Tunis | Winnaar CAF Champions League 2018/19  | 31 mei 2019        | 4 (1995, 1999, 2012, 2019) |
| Al-Zamalek         | Winnaar CAF Confederation Cup 2018/19 | 26 mei 2019        | 4 (1994, 1997, 2001, 2003) |

- Dikgedrukt is gewonnen deelname.

## Wedstrijd

### Wedstrijddetails
|                                |                    |     |                               |                                                                                                 |
| 14 februari 2020 19:00 (UTC+3) | Espérance de Tunis | 1-3 | Al-Zamalek                    | Thani bin Jassim Stadium, Doha Toeschouwers: 19.398 Scheidsrechter: Victor Gomes ( Zuid-Afrika) |
| 14 februari 2020 19:00 (UTC+3) | Benguit 54' (pen.) |     | Obama 2' Bencharki 58', 90+5' | Thani bin Jassim Stadium, Doha Toeschouwers: 19.398 Scheidsrechter: Victor Gomes ( Zuid-Afrika) |